# Alexia: Labor Omnia Vincit
Alexia: Labor Omnia Vincit (também lançado simplesmente como Alexia, e estilizado como A L E X I A; bra: O Trabalho Tudo Vence) é uma série documental espanhola sobre o FC Barcelona Femení e a jogadora de futebol Alexia Putellas, lançado pelo Amazon Prime Video em 30 de novembro de 2022.
Alexia: Labor Omnia Vincit foi indicado ao prêmio de Melhor Documentário no 51º Prêmio Emmy Internacional.

## Elenco
As pessoas que aparecem nos episódios incluem:
- Alexia Putellas
- Xavi Llorens
- Jonatan Giráldez
- Mapi León
- Aitana Bonmatí
- Jana Fernàndez
- Irene Paredes
- Virginia Torrecilla
- Xavi
- Gerard Piqué
- Andrés Iniesta
- Robert Lewandowski
- Marc-Andre ter Stegen
- Ansu Fati
- Camille Abily
- Nadine Keßler
- Silvia Neid
- Martina Voss-Tecklenburg
- Eli Segura (mãe de Putellas)
- Adrián Martínez (fisioterapeuta de Putellas)
- Miriam Chaves (amiga de Putellas)
- Marc Guinot (amigo de Putellas)

## Lançamento
Dois trailers foram lançados pela Prime Video antes do anúncio da data de lançamento do documentário; o primeiro trailer em setembro de 2022, enquanto o segundo, em novembro de 2022. O documentário foi lançado no Amazon Prime Video em 30 de novembro de 2022, disponível na Espanha, Portugal e América Latina, exceto Brasil e México. Em 29 de novembro de 2022, um dia antes do lançamento geral da série, uma première foi realizada no Teatre Lliure em Barcelona, que contou com a presença de várias jogadoras do Barcelona e outras figuras do clube em geral.

## Recepção
Na semana até 3 de dezembro de 2022, o programa ficou entre os dez mais populares do Prime Video España, assim como na semana seguinte.